# Makasiinipuisto
Le Parc des entrepôts (finnois : Makasiinipuisto) est une parc public du quartier de Kluuvi, dans le centre-ville d'Helsinki en Finlande.

## Présentation
Le parc est situé entre Kansalaistori , la Musiikkitalo, Töölönlahdenkatu et la bibliothèque centrale Oodi.
Au nord de Töölönlahdenkatu, la zone du parc continue sous le nom de parc de Töölönlahti jusqu'à la baie Töölönlahti.
Le parc a été inauguré en juin 2019 dans la zone de l'ancienne gare de marchandises de Töölö (fi), après que la dernière partie restante des entrepôts de VR, appelée « ruines de l'entrepôt », ait été démolie en 2018.
Au parc des entrepôts a été érigée l'œuvre d'art Massa de l'artiste Akseli Leinonen, conçue comme un mémorial aux entrepôts.
L'œuvre, construite en briques rouges, est une surface de brique ouverte de 200 mètres carrés qui, selon Akseli Leinonen, est un « anti-monument » et représente « la courbure de l'espace-temps autour de la masse »
,.
Au sommet de Massa on peut, par exemple, pratiquer le skateboard.
Le souhait de l'artiste était d'utiliser dans son œuvre des briques provenant d'entrepôts démantelés, mais elles se sont révélées toxiques et n'auraient pas pu résister à l'usure.
Le parc dispose aussi d'un portique d'escalade et d'un terrain de jeu en sable artificiel qui peut être utilisé pour le basket-ball, le football et le salibandy,.
Cependant, la majorité du Makasiinipuisto est une surface d'herbe ouverte ponctuée d'arbres, à travers laquelle passent des sentiers recouverts de pierre.
En termes de nombre de visiteurs, Makasiinipuisto est considéré comme plus populaire que le parc de Töölönlahti.

## Galerie

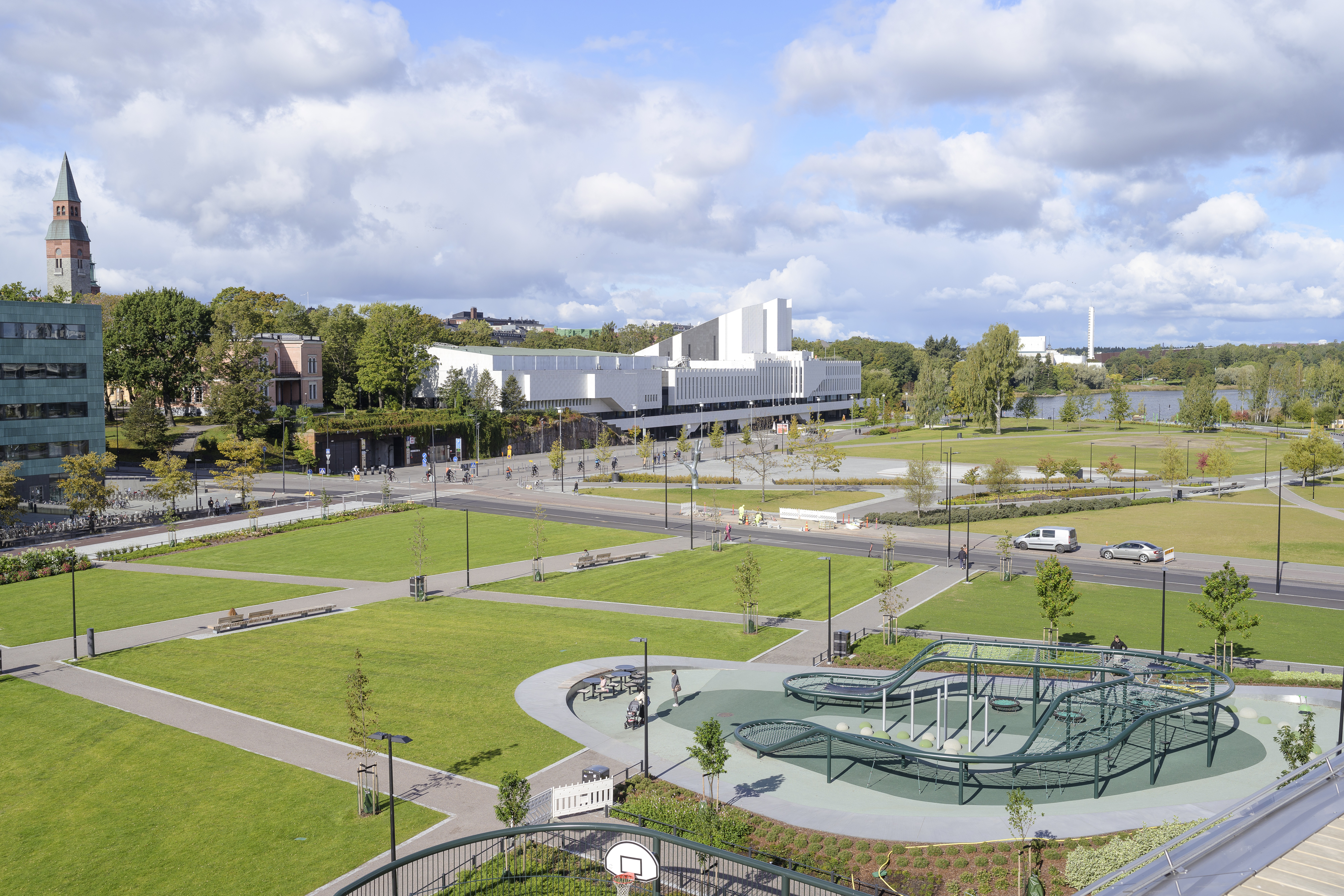
Au premier plan, Makasiinipuisto et, en arrière-plan de l'autre côté de Töölönlahdenkatu, le Töölönlahden puisto et la Finlandia-talo.
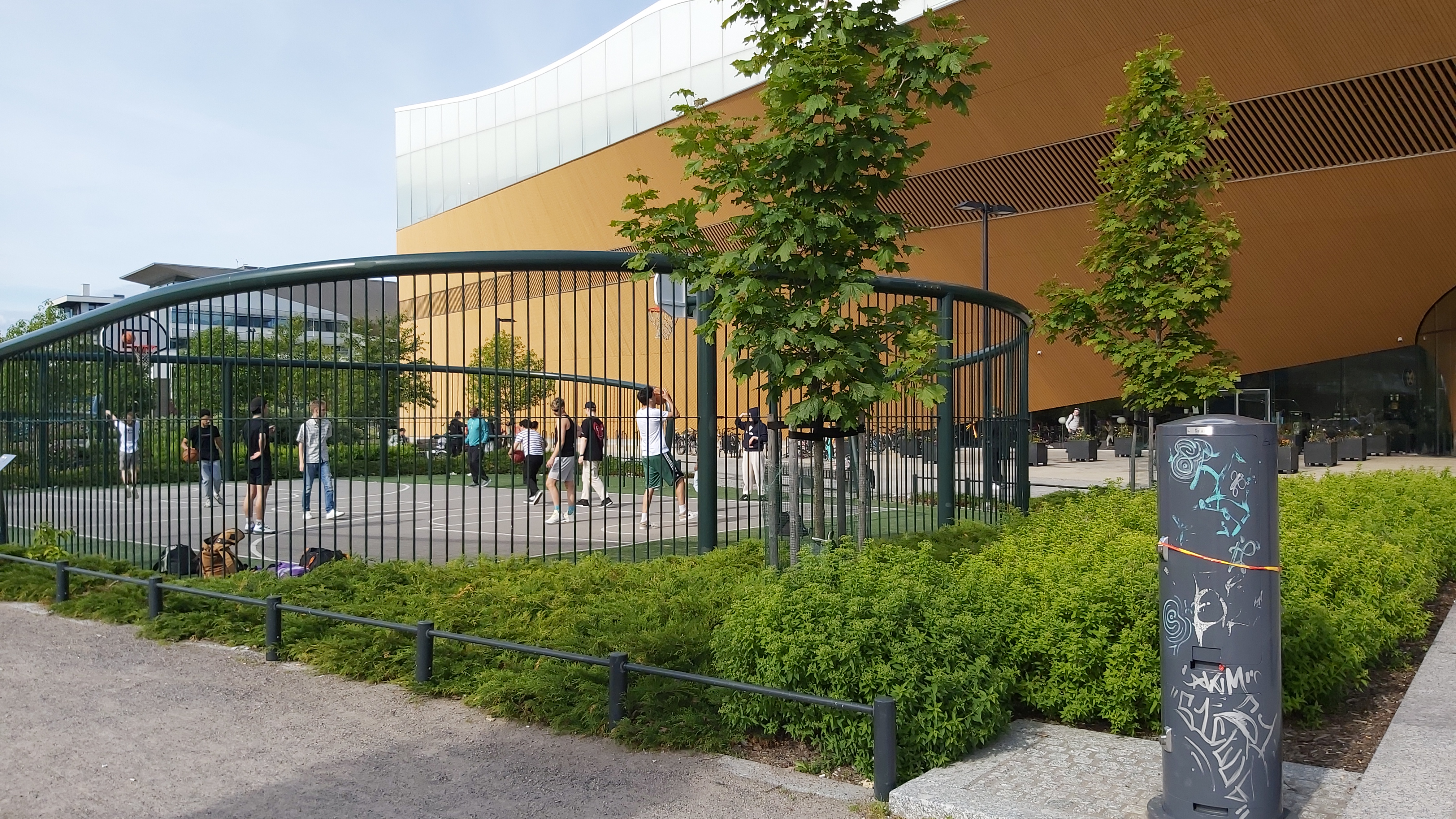
Le terrain de basket de Makasiinipuisto à l'été 2022.